# Team Visma-Lease a Bike

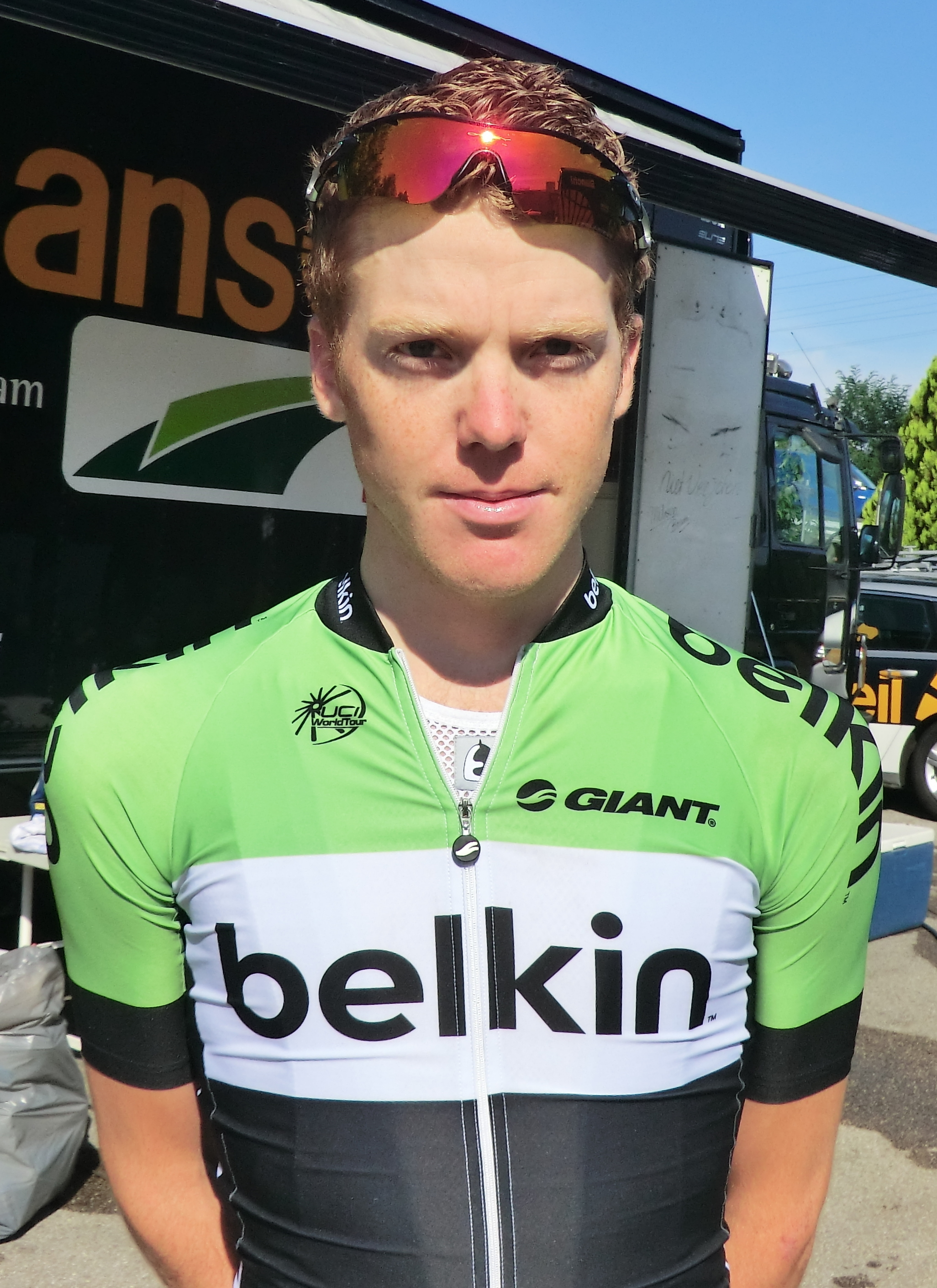
Steven Kruijswijk, amb el mallot del Belkin.

El Team Visma-Lease a Bike (codi UCI: TVL ) és un equip ciclista neerlandès de ciclisme professional en ruta que fou creat el 1984 i que participa en l'UCI WorldTour. Durant aquests anys ha tingut diferents nom segons el patrocinador principal, Kwantum, Superconfex, Buckler, Wordperfect, Novell, Rabobank, Blanco, Belkin i LottoNL-Jumbo, sent el més llarg l'efectuat pel banc Rabobank.
Michael Boogerd, Erik Dekker, Michael Rasmussen, Thomas Dekker o Denís Ménxov han corregut en aquest equip. En el seu palmarès compta amb dues edicions de la Volta a Espanya (2005 i 2007) i un Giro d'Itàlia (2009), aconseguides totes per Ménxov, dues victòries de la classificació per equips de la Copa del món (1999 i 2001), i una classificació individual, el 2001, per Erik Dekker.
Fins al 2012 el seu principal patrocinador fou el banc neerlandès Rabobank, si bé el 19 d'octubre de 2012 va decidir abandonar el patrocini de l'equip per culpa de l'afer Armstrong. Això els va dur a adoptar el nom de Blanco Pro Cycling Team per a la temporada 2013, fins que amb l'inici del Tour de França va arribar un nou patrocinador, l'empresa d'electrònica estatunidenca Belkin, que es mantindria fins al 2015. Amb la finalització del patrocini de Belkin, i l'arribada de dos nous patrocinadors, la loteria holandesa NL i els supermercats Jumbo, l'equip canvià adoptà el nom Team LottoNL-Jumbo de cara a la temporada 2015. El 2019 passà a anomenar-se Team Jumbo-Visma.

## Principals victòries

### Clàssiques
- Tour de Flandes: 1986 (Adrie van der Poel); 1989, 1991 (Edwig van Hooydonck) i 1997 (Rolf Sørensen)
- Fletxa Valona: 1988 (Rolf Gölz)
- HEW Cyclassics: 1998 (Léon van Bon) i 2006 (Óscar Freire)
- Amstel Gold Race: 1999 (Michael Boogerd) i 2001 (Erik Dekker), 2021 (Wout Van Aert)
- París-Tours: 1999 (Marc Wauters), 2004 (Erik Dekker) i 2010 (Oscar Freire)
- Clàssica de Sant Sebastià: 2000 (Erik Dekker)
- Milà-Sanremo: 2004, 2007 i 2010 (Óscar Freire); 2020 (Wout Van Aert)
- Gant-Wevelgem: 2008 (Óscar Freire), 2021 (Wout Van Aert), 2023 (Christophe Laporte)
- Gran Premi Ciclista de Mont-real: 2010 (Robert Gesink)
- Omloop Het Nieuwsblad: 2011 (Sebastian Langeveld), 2022 (Wout Van Aert), 2023 (Dylan van Baarle)
- Gran Premi Ciclista de Quebec: 2013 (Robert Gesink)
- Strade Bianche: 2020 (Wout Van Aert)
- Lieja-Bastogne-Lieja: 2020 (Primož Roglič)
- Bretagne Classic: 2022 (Wout Van Aert)

### Curses per etapes
- París-Niça: 1999 (Michael Boogerd), 2022 (Primož Roglič)
- Tour de Romandia: 2007 (Thomas Dekker), 2019 i 2023 (Primož Roglič)
- Tirrena-Adriàtica: 2002 (Erik Dekker, 2005 (Óscar Freire), 2006 (Thomas Dekker), 2019 (Primož Roglič)
- Eneco Tour: 2012 (Lars Boom), 2019 (Laurens De Plus)
- Tour Down Under: 2013 (Tom-Jelte Slagter)
- Volta a Califòrnia: 2017 (George Bennett)
- Volta al País Basc: 2018, 2021 (Primož Roglič), 2023 (Jonas Vingegaard)
- UAE Tour: 2019 (Primož Roglič)
- Critèrium del Dauphiné: 2022 (Primož Roglič), 2023 (Jonas Vingegaard)
- Volta a Catalunya: 2023 (Primož Roglič)

### Grans voltes
- Tour de França

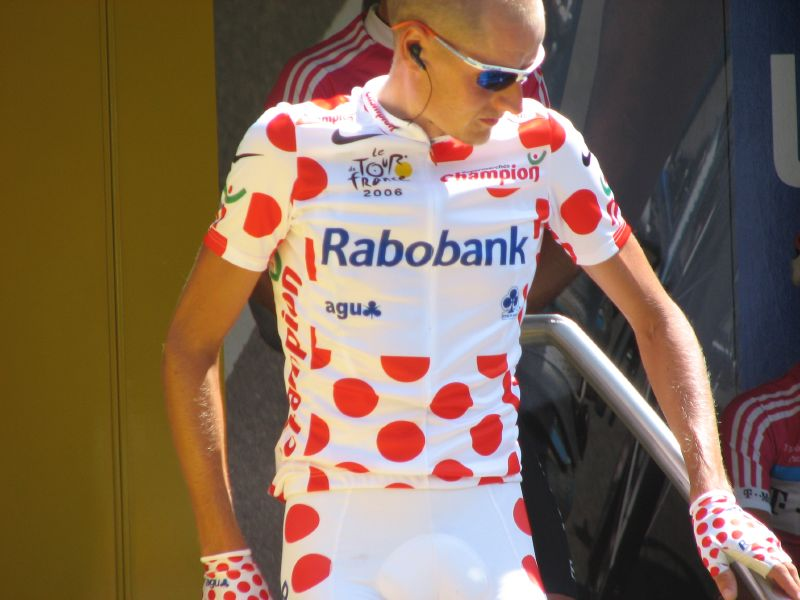
Michael Rasmussen, mallot de la muntanya del Tour de França el 2005 i 2006

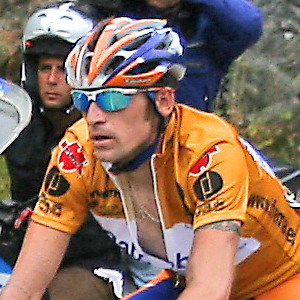
Denís Ménxov, vencedor de dues edicions de la Volta a Espanya i un Giro d'Itàlia

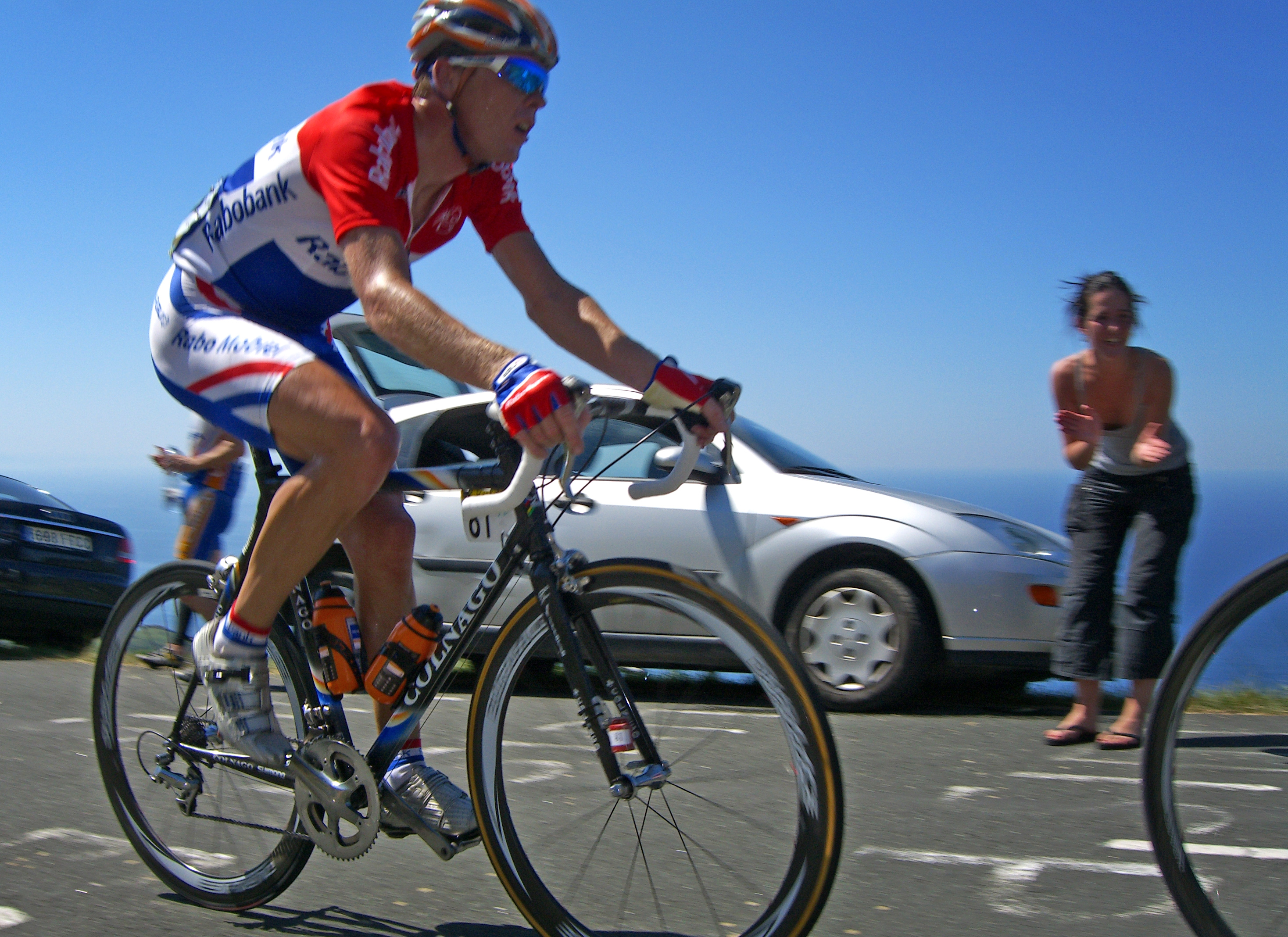
Koos Moerenhout vestint el mallot de campió dels Països Baixos

  - 40 participacions (1984, 1985, 1986, 1987, 1988, 1989, 1990, 1991, 1992, 1993, 1994, 1995, 1996, 1997, 1998, 1999, 2000, 2001, 2002, 2003, 2004, 2005, 2006, 2007, 2008, 2009, 2010, 2011, 2012, 2013, 2014, 2015, 2016, 2017, 2018, 2019, 2020, 2021, 2022, 2023)
  - 71 victòries d'etapa: 
    - 1 el 1984: Jan Raas
    - 3 el 1985: Maarten Ducrot, Henri Manders, Gerrit Solleveld
    - 1 el 1986: Ludo Peeters
    - 5 el 1987: Jean-Paul van Poppel (2), Jelle Nijdam, Rolf Gölz, Nico Verhoeven
    - 6 el 1988: Jean-Paul van Poppel (4), Jelle Nijdam, Rolf Gölz
    - 2 el 1989: Jelle Nijdam (2)
    - 3 el 1990: Frans Maassen, Gerrit Solleveld, Jelle Nijdam
    - 1 el 1991: Jelle Nijdam
    - 1 el 1995: Djamolidine Abdoujaparov
    - 2 el 1996: Michael Boogerd, Rolf Sørensen
    - 1 el 1998: Leon van Bon
    - 1 el 1999: Robbie McEwen
    - 4 el 2000: Erik Dekker (3), Léon van Bon
    - 2 el 2001: Erik Dekker, Marc Wauters
    - 2 el 2002: Michael Boogerd, Karsten Kroon
    - 2 el 2005: Michael Rasmussen, Pieter Weening
    - 4 el 2006: Óscar Freire (2), Denís Ménxov, Michael Rasmussen
    - 2 el 2007: Michael Rasmussen (2)
    - 1 el 2008: Óscar Freire
    - 1 el 2009: Juan Manuel Gárate
    - 1 el 2011: Luis León Sánchez
    - 1 el 2012: Luis León Sánchez
    - 1 el 2014: Lars Boom
    - 2 el 2017: Primož Roglič, Dylan Groenewegen
    - 3 el 2018: Dylan Groenewegen (2), Primož Roglič
    - 4 el 2019: Mike Teunissen, contrarellotge per equips, Dylan Groenewegen, Wout Van Aert
    - 3 el 2020: Primož Roglič, Wout Van Aert (2)
    - 4 el 2021: Wout Van Aert (3), Sepp Kuss
    - 6 el 2022: Wout Van Aert (3), Jonas Vingegaard (2), Christophe Laporte
    - 1 el 2023: Jonas Vingegaard

  - 2 victòries final
    -  Jonas Vingegaard (2022, 2023)

  - Classificacions secundàries:
    -  3 victòries en la classificació de la muntanya: Michael Rasmussen (2005 i 2006), Jonas Vingegaard (2022)
    -  2 victòries en la classificació per punts: Óscar Freire (2008), Wout Van Aert (2022)
    -  3 victòries en la classificació dels esprints intermedis: Jacques Hanegraaf (1984), Gerrit Solleveld (1986), Frans Maassen (1988)
    - Classificació per equips: 2023

- Giro d'Itàlia
  - 21 participacions (2000, 2002, 2005, 2006, 2007, 2008, 2009, 2010, 2011, 2012, 2013, 2014, 2015, 2016, 2017, 2018, 2019, 2020, 2021, 2022, 2023)
  - 11 victòries d'etapa: 
    - 3 el 2009: Denís Ménxov (3)[7]
    - 1 el 2011: Pieter Weening
    - 1 el 2016: Primož Roglič
    - 1 el 2017: Jos van Emden
    - 1 el 2018: Enrico Battaglin
    - 2 el 2019: Primož Roglič (2)
    - 2 el 2022: Koen Bouwman (2)

  - 1 victòria final: 
    -  Denís Ménxov (2009), Primož Roglič (2023)

  - Classificacions secundàries:
    -  Gran Premi de la muntanya: Koen Bouwman (2022)

- Volta a Espanya
  - 29 participacions (1991, 1992, 1995, 1997, 1998, 1999, 2000, 2001, 2003, 2004, 2005, 2006, 2007, 2008, 2009, 2010, 2011, 2012, 2013, 2014, 2015, 2016, 2017, 2018, 2019, 2020, 2021, 2022, 2023)
  - 31 victòries d'etapa: 
    - 2 el 1992: Edwig van Hooydonck, Eric Vanderaerden
    - 2 el 1997: Léon van Bon, Max van Heeswijk
    - 1 el 2001: Beat Zberg
    - 1 el 2003: Michael Rasmussen
    - 1 el 2004: Óscar Freire
    - 2 el 2005: Denís Ménxov (3)
    - 4 el 2007: Óscar Freire (3), Denís Ménxov
    - 1 el 2008: Óscar Freire
    - 1 el 2009: Lars Boom
    - 1 el 2013: Bauke Mollema
    - 1 el 2015: Bert-Jan Lindeman
    - 1 el 2016: Robert Gesink
    - 2 el 2019: Primož Roglič, Sepp Kuss
    - 4 el 2020: Primož Roglič (4)
    - 4 el 2021: Primož Roglič (4)
    - 2 el 2022: Primož Roglič, contrarellotge per equips

  - 4 victòries finals: 
    -  2007 (Denís Ménxov)
    -  2019, 2020, 2021 (Primož Roglič), 2023 (Sepp Kuss)

  - Classificacions secundàries:
    -  Classificació de la combinada: Denís Ménxov (2007)
    -  Classificació de la muntanya: Denís Ménxov (2007)
    -  Classificació per punts: Bauke Mollema (2011); Primož Roglič (2019 i 2020)

### Campionats nacionals
- Campionat d'Alemanya en contrarellotge: 2019, 2021 (Tony Martin)
- Campionat d'Austràlia en contrarellotge: 2022 (Rohan Dennis)
- Campionat d'Àustria en contrarellotge: 1998 (Peter Luttenberger)
- Campionat de Bèlgica en ruta: 2021 (Wout Van Aert)
- Campionat de Bèlgica en contrarellotge: 2002, 2003 i 2005 (Marc Wauters), 2016 (Victor Campenaerts), 2019, 2020 i 2023 (Wout Van Aert)
- Campionat d'Eslovènia en ruta: 2020 (Primož Roglič)
- Campionat d'Eslovènia en contrarellotge: 2016 (Primož Roglič)
- Campionat d'Espanya en contrarellotge: 2011, 2012 (Luis León Sánchez)
- Campionat d'Hongria en ruta: 2023, 2024 (Attila Valter)
- Campionat d'Hongria en contrarellotge: 2023 (Attila Valter)
- Campionat dels Països Baixos en ruta: 1997, 1998, 2006 (Michael Boogerd), 1999 (Maarten den Bakker), 2000 (Léon van Bon), 2004 (Erik Dekker), 2007 (Koos Moerenhout), 2008 (Lars Boom), 2016 (Dylan Groenewegen), 2021 (Timo Roosen), 2022 (Pascal Eenkhoorn), 2023 (Dylan van Baarle)
- Campionat dels Països Baixos en contrarellotge: 1996, 2000, 2002 (Erik Dekker), 1997 (Erik Breukink), 1998 (Patrick Jonker), 2003 (Maarten den Bakker), 2005 (Thomas Dekker), 2008 (Lars Boom), 2010, 2019, 2023 (Jos van Emden), 2011 (Stef Clement), 2015 (Wilco Kelderman), 2021 (Tom Dumoulin),
- Campionat de Noruega en ruta: 2019 (Amund Grøndahl Jansen) i 2021 (Tobias Foss)
- Campionat de Noruega en contrarellotge: 2021, 2022 (Tobias Foss)
- Campionat de Nova Zelanda en ruta: 2021 (George Bennett)
- Campionat de Suïssa en ruta: 2000 (Markus Zberg)
- Campionat de Suïssa en contrarellotge: 1998 (Beat Zberg)

## Classificacions UCI
Fins al 1998 els equips ciclistes es trobaven classificats dins l'UCI en una única categoria. El 1999 la classificació UCI per equips es dividí entre GSI, GSII i GSIII. D'acord amb aquesta classificació els Grups Esportius I són la primera categoria dels equips ciclistes professionals. L'equip Rabobank serà considerat GSI durant tots el període. La següent classificació estableix la posició de l'equip en finalitzar la temporada.
| Temporada | Classificació per equips | Millor ciclista en la classificació individual |
| --------- | ------------------------ | ---------------------------------------------- |
| 1995      | 9è                       | Viatxeslav Iekímov (14è)                       |
| 1996      | 11è                      | Rolf Sørensen (25è)                            |
| 1997      | 6è                       | Rolf Sørensen (19è)                            |
| 1998      | 3r                       | Michael Boogerd (5è})                          |
| 1999      | 2n                       | Michael Boogerd (2n)                           |
| 2000      | 6è                       | Erik Dekker (17è)                              |
| 2001      | 3r                       | Erik Dekker (2n)                               |
| 2002      | 9è                       | Michael Boogerd (17è)                          |
| 2003      | 8è                       | Michael Boogerd (9è)                           |
| 2004      | 5è                       | Óscar Freire (4t)                              |

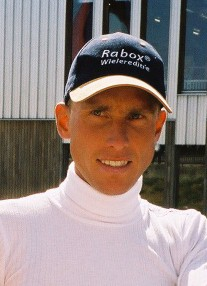
Michael Boogerd

A partir del 2005, l'equip s'integra al ProTour. La taula presenta les classificacions de l'equip al circuit, així com el millor ciclista individual.
| Temporada | Classificació per equips | Millor ciclista en la classificació individual |
| --------- | ------------------------ | ---------------------------------------------- |
| 2005      | 3r                       | Denís Ménxov (14è)                             |
| 2006      | 3r                       | Michael Boogerd (15è)                          |
| 2007      | 8è                       | Óscar Freire (5è)                              |
| 2008      | 10è                      | Óscar Freire (23è)                             |

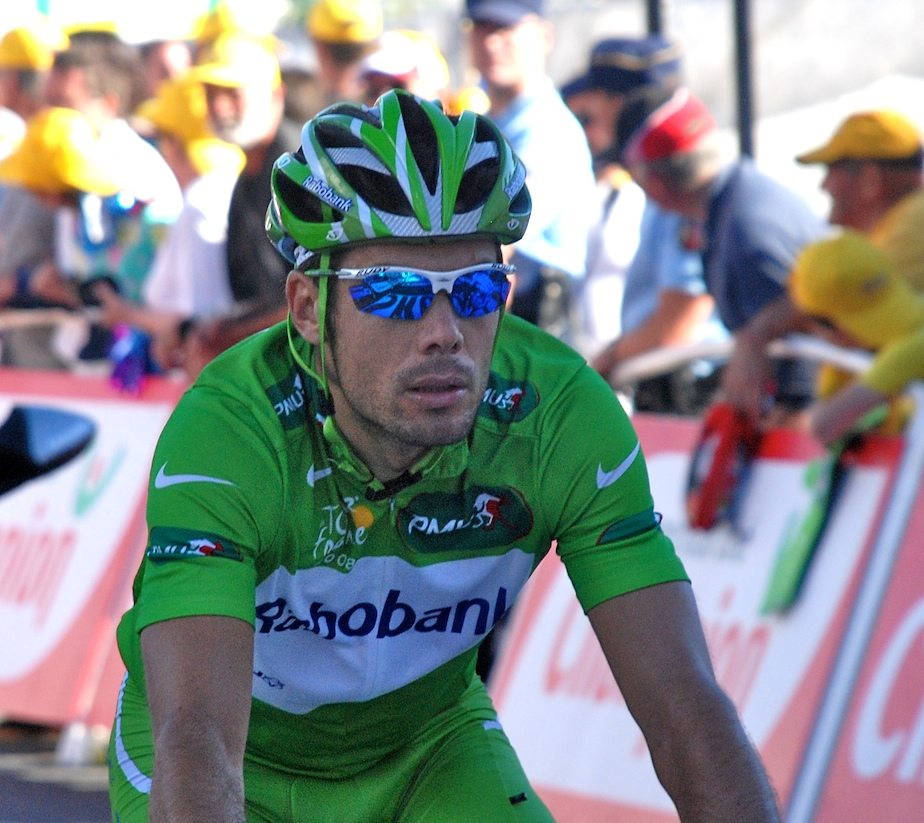
Óscar Freire

El 2009 la classificació del ProTour és substituïda per la Classificació mundial UCI.
| Temporada | Classificació per equips | Millor ciclista en la classificació individual |
| --------- | ------------------------ | ---------------------------------------------- |
| 2009      | 9è                       | Robert Gesink (10è)                            |
| 2010      | 3r                       | Robert Gesink (6è)                             |

El 2011 la Classificació mundial UCI passa a ser l'UCI World Tour.
| Temporada | Classificació per equips | Millor ciclista en la classificació individual |
| --------- | ------------------------ | ---------------------------------------------- |
| 2011      | 9è                       | Robert Gesink (17è)                            |
| 2012      | 8è                       | Bauke Mollema (18è)                            |
| 2013      | 11è                      | Bauke Mollema (17è)                            |
| 2014      | 12è                      | Bauke Mollema (19è)                            |
| 2015      | 14è                      | Robert Gesink (41è)                            |
| 2016      | 12è                      | Sep Vanmarcke (18è)                            |
| 2017      | 16è                      | Primož Roglič (27è)                            |
| 2018      | 10è                      | Primož Roglič (11è)                            |

El 2016 la Classificació mundial UCI passa a tenir en compte totes les proves UCI. Durant tres temporades existeix paral·lelament amb la classificació UCI World Tour i els circuits continentals. A partir del 2019 substitueix definitivament la classificació UCI World Tour.
| Temporada | Classificació per equips | Millor ciclista en la classificació individual |
| --------- | ------------------------ | ---------------------------------------------- |
| 2016      | -                        | Dylan Groenewegen (31è)                        |
| 2017      | -                        | Primož Roglič (21è)                            |
| 2018      | -                        | Primož Roglič (12è)                            |
| 2019      | 3r                       | Primož Roglič (1r)                             |
| 2020      | 1r                       | Primož Roglič (1r)                             |
| 2021      | 3r                       | Wout Van Aert (2n)                             |
| 2022      | 1r                       | Wout Van Aert (2n)                             |
| 2023      | 2n                       | Jonas Vingegaard (2n)                          |

## Composició de l'equip 2025
| Llista de l'equip 2025 | Llista de l'equip 2025 | Llista de l'equip 2025                        | Llista de l'equip 2025 |
| Ciclista               | Data de naixement      | Equip previ                                   |                        |
| ---------------------- | ---------------------- | --------------------------------------------- | ---------------------- |
| Edoardo Affini         | 24 de juny de 1996     | Mitchelton-Scott (2020)                       |                        |
| Niklas Behrens         | 6 de novembre de 2003  | Lidl-Trek Future Racing (2024)                |                        |
| Tiesj Benoot           | 11 de març de 1994     | Team DSM (2021)                               |                        |
| Matthew Brennan        | 6 de agost de 2005     | Team Visma \| Lease a Bike Development (2024) |                        |
| Victor Campenaerts     | 28 de octubre de 1991  | Lotto Dstny (2024)                            |                        |
| Thomas Gloag           | 13 de setembre de 2001 | Trinity Racing (2022)                         |                        |
| Tijmen Graat           | 10 de gener de 2003    | Team Visma \| Lease a Bike Development (2024) |                        |
| Per Strand Hagenes     | 10 de juliol de 2003   | Jumbo-Visma Development Team (2023)           |                        |
| Menno Huising          | 8 de abril de 2004     | Team Visma \| Lease a Bike Development (2024) |                        |
| Matteo Jorgenson       | 1 de juliol de 1999    | Movistar Team (2023)                          |                        |
| Wilco Kelderman        | 25 de març de 1991     | Bora-Hansgrohe (2022)                         |                        |
| Olav Kooij             | 17 de octubre de 2001  | Jumbo-Visma Development Team (2021)           |                        |
| Steven Kruijswijk      | 7 de juny de 1987      | Rabobank Continental (2009)                   |                        |
| Sepp Kuss              | 13 de setembre de 1994 | Rally Cycling (2017)                          |                        |
| Christophe Laporte     | 11 de desembre de 1992 | Cofidis (2021)                                |                        |
| Bart Lemmen            | 14 de octubre de 1995  | Human Powered Health (2023)                   |                        |
| Daniel McLay           | 3 de gener de 1992     | Arkéa-B&B Hotels (2024)                       |                        |
| Jørgen Nordhagen       | 10 de gener de 2005    | Team Visma \| Lease a Bike Development (2024) |                        |
| Ben Tulett             | 26 de agost de 2001    | Ineos Grenadiers (2023)                       |                        |
| Cian Uijtdebroeks      | 28 de febrer de 2003   | Bora-Hansgrohe (2023)                         |                        |
| Attila Valter          | 12 de juny de 1998     | Groupama-FDJ (2022)                           |                        |
| Wout van Aert          | 15 de setembre de 1994 | Cibel (2019)                                  |                        |
| Dylan van Baarle       | 21 de maig de 1992     | Ineos Grenadiers (2022)                       |                        |
| Loe van Belle          | 24 de gener de 2002    | Jumbo-Visma Development Team (2023)           |                        |
| Tosh Van der Sande     | 28 de novembre de 1990 | Lotto-Soudal (2021)                           |                        |
| Julien Vermote         | 26 de juliol de 1989   | Secteur-Duolar (2023)                         |                        |
| Jonas Vingegaard       | 10 de desembre de 1996 | ColoQuick (2018)                              |                        |
| Simon Yates            | 7 de agost de 1992     | Team Jayco AlUla (2024)                       |                        |
| Axel Zingle            | 18 de desembre de 1998 | Cofidis (2024)                                |                        |
|                        |                        |                                               |                        |
| Font: ProCyclingStats  |                        |                                               |                        |